# كلوريد خماسي فلوريد الكبريت
كلوريد خماسي فلوريد الكبريت هو مركب كيميائي لاعضوي من الهاليدات المختلطة صيغته SClF5، ويوجد في الشروط القياسية على شكل غاز عديم اللون.

## التحضير
يحضر المركب من تفاعل رباعي فلوريد الكبريت مع الكلور وبوجود فلوريد البوتاسيوم، أو فلوريد السيزيوم عند 175 °س:
{\displaystyle \mathrm {SF_{4}+Cl_{2}+CsF\longrightarrow SClF_{5}+CsCl} }
كما يمكن أن تتم عملية التحضير من تفاعل رباعي فلوريد الكبريت مع أحادي فلوريد الكلور عند الدرجة 380° س:
{\displaystyle \mathrm {SF_{4}+ClF\longrightarrow SClF_{5}} }

## الخواص
يوجد المركب في الشروط القياسية على شكل غاز عديم اللون، وهو شديد السمية؛ وهو يتبع بنية جزيئية ثمانية السطوح.
يتفكك المركب بالتسخين لدرجات حرارة فوق 400° س:
{\displaystyle \mathrm {2\ ClF_{5}S\longrightarrow SF_{4}+SF_{6}+Cl_{2}} }
يؤدي التفاعل مع الهيدروجين إلى الحصول على عشاري فلوريد ثنائي الكبريت:

## الاستخدامات
يعد كلوريد خماسي فلوريد الكبريت المركب الوحيد الذي بمكن منه إضافة مجموعة SF5 إلى المركبات العضوية. من الأمثلة على ذلك:
{\displaystyle \mathrm {SClF_{5}+C_{2}F_{4}\longrightarrow F_{5}SC_{2}F_{4}Cl} }
{\displaystyle \mathrm {2\ SClF_{5}+O_{2}\longrightarrow F_{5}SO_{2}SF_{5}+Cl_{2}} }